# Басерст-стріт (Торонто)
Басерст-стріт — головна вулиця з півночі на південь у Торонто, Онтаріо, Канада. Вона починається на перехресті дороги Queens Quay, на північ від берегової лінії озера Онтаріо, потім пролягає на північ до меж міста Торонто на вулиці Стілс-авеню. Вулиця є чотирисмуговою магістраллю, яка пролягає через все Торонто. Вулиця продовжується на північ в регіоні Йорк, де вона відома як Йоркська регіональна дорога 38 .

## Історія

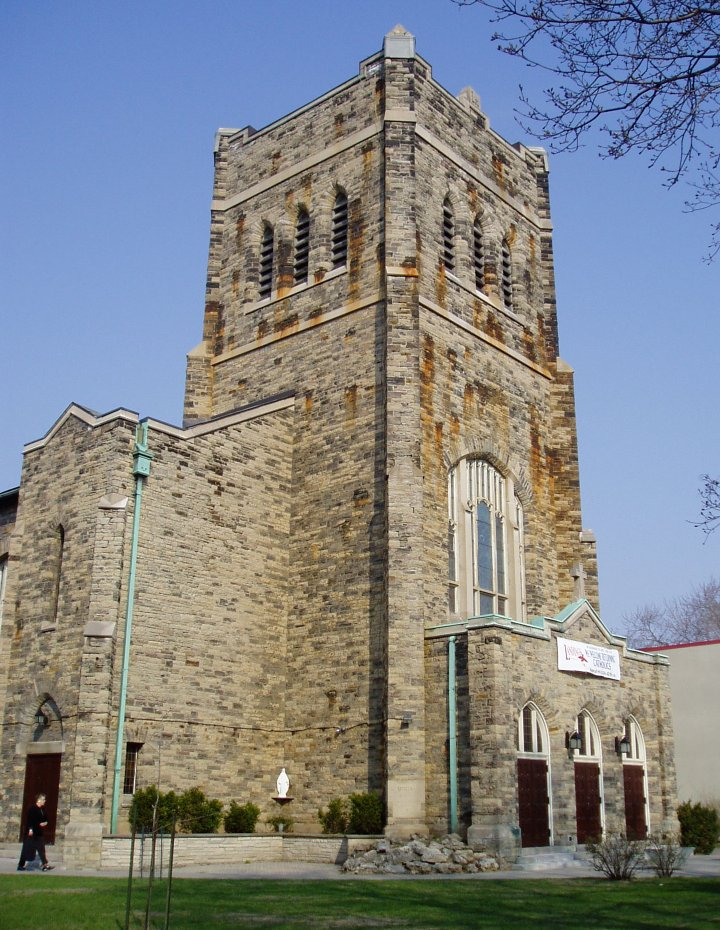
Католицька церква Святого Петра, розташована навпроти станції метро Басерст, є пам'яткою на вулиці Басерст

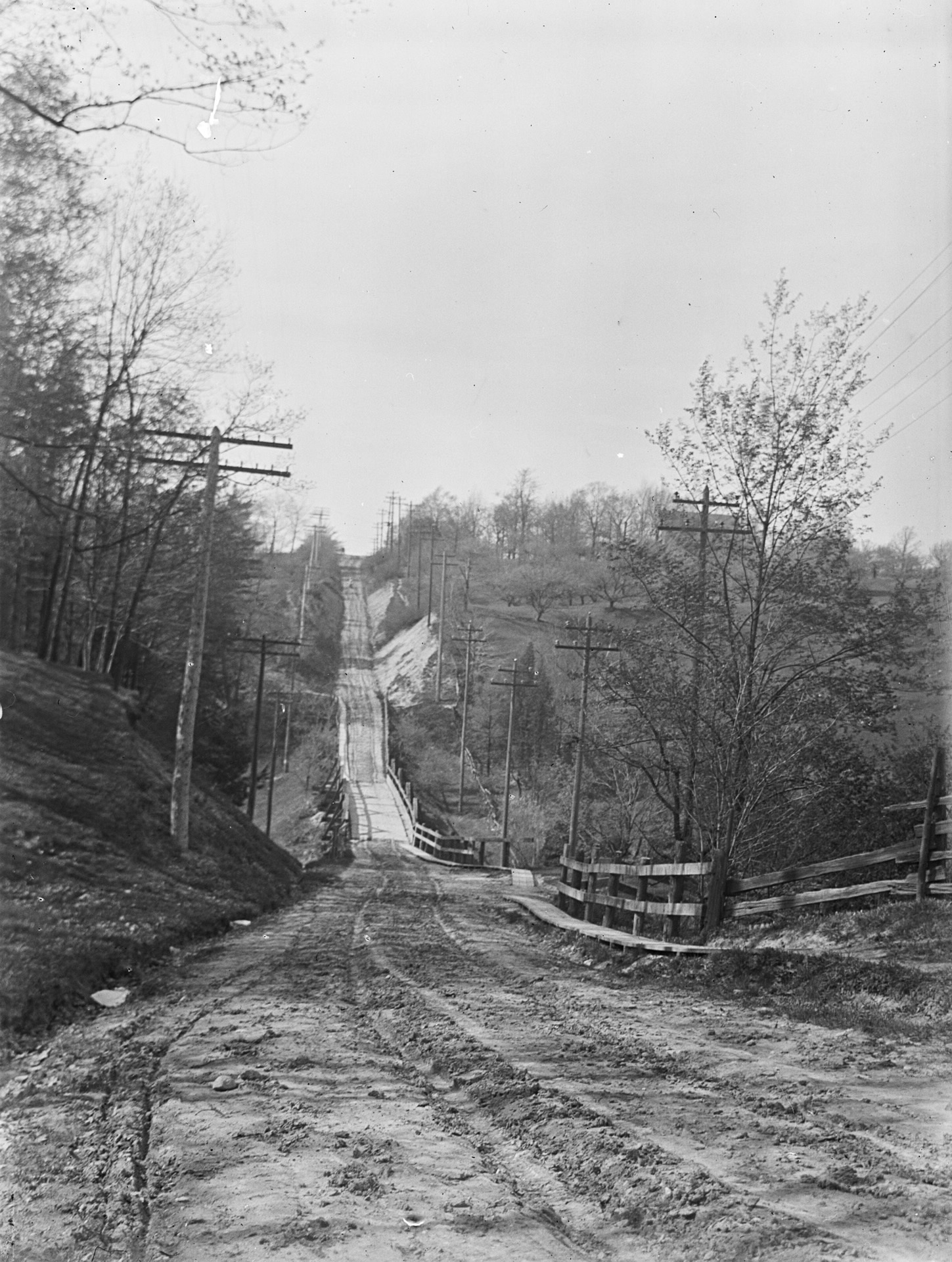
Басерст-стріт у 1915 році, на північ від сучасної Лонсмаунт-драйв

Вулиця названа в честь Генрі Басерста, який організував міграцію з Британських островів до Канади після війни 1812 року. Але Генрі Басерст ніколи не був в Канаді.
Першопочатково Басерст-стріт була розташована поміж Ґовермент-Ворф і Квін-стріт, а відрізок на півночі називався Крукшенкс Лейн, напівприватний провулок, названий на честь Джорджа Крукшенка. Перехрестя з Дейвенпортом було місцем податкових воріт № 3 уздовж Дейвенпорту. Хата митаря, яка була побудована в 1835 році, існує досі, відреставрована до свого первісного вигляду і розташована на північно-західному куті перехрестя. У 1870 році провулок Круксенкс був перейменований на «Басерст-стріт». На північ від Блур-стріт вулиця Басерст була багнистою стежкою.
Басерст-стріт потрапляла в ТОП-10 у рейтингу Канадської автомобільної асоціації «Найгірші дороги Онтаріо» кожного року з 2004 по 2007 рік.